# シュタインゼルツ
シュタインゼルツ（Steinseltz、ドイツ語: Steinselz）は、フランス北東部、グラン・テスト地域圏のバ＝ラン県に属するコミューンの一つ。
ドイツ国境にごく近いところに位置している。